# Paraxantina
Paraxantina, ou 1,7-dimetilxantina, é um derivado dimetila da xantina, estruturalmente relacionado a cafeína. Como a cafeína, paraxantina é um estimulante do sistema nervoso central (CNS) psicoativo. 
Aumenta a lipólise[Atenção: Necessita de Comprovação Científica e Bibliográfica]  